# Dziennik Personalny Ministerstwa Spraw Wojskowych
Dziennik Personalny Ministerstwa Spraw Wojskowych – dziennik urzędowy Ministerstwa Spraw Wojskowych służący do urzędowego ogłaszania dekretów Naczelnego Wodza (od 14 grudnia 1922 roku dekretów, rozporządzeń i zarządzeń Prezydenta RP) oraz rozkazów, rozporządzeń Ministra Spraw Wojskowych i „wszelkiego rodzaju postanowień w sprawach personalnych oficerów, duchownych i urzędników wojskowych”.
Administracja dziennika mieściła się w Warszawie przy ulicy Przejazd 10. Dziennik był tłoczony w Zakładach Graficznych Ministerstwa Spraw Wojskowych w Warszawie. Pierwszy numer dziennika ukazał się 17 stycznia 1920 roku. Dziennik został podpisany przez ówczesnego Ministra Spraw Wojskowych, generała podporucznika Józefa Leśniewskiego i potwierdzony za zgodność z oryginałem przez szefa Departamentu Personalnego, w zastępstwie majora przydzielonego do Sztabu Generalnego Zygmunta Platowskiego. W pozycji pierwszej umieszczona została informacja o mianowaniu pułkownika Stanisława Hallera z dniem 1 stycznia 1920 roku generałem podporucznikiem „z jednoczesnym poruczeniem mu pełnienia obowiązków Szefa Sztabu Generalnego”. Kolejne numery dziennika ukazywały się raz w tygodniu, w sobotę. Od numeru 44 z 18 listopada 1922 roku dziennik ukazywał się jako dodatek urzędowy do „Polski Zbrojnej”, w formie oddzielnej wkładki. Na przełomie lat 20. i 30. XX wieku daty wydania Dziennika Personalnego nie pokrywały się z sobotnimi wydaniami numerów „Polski Zbrojnej”. Dziennik Personalny Nr 14 datowany na sobotę 20 września 1930 roku został opublikowany we wtorek 23 września 1930 roku. Najważniejsze informacje zawarte w Dzienniku Personalnym Nr 14 zostały opublikowane w „Polsce Zbrojnej” nr 259 z 21 września 1930 roku.
W latach 1936–1937 zostały opublikowane tylko cztery numery dziennika, dwa z datą 19 marca i kolejne dwa z datą 11 listopada. Dzienniki zawierały wyłącznie informacje o:
- zarządzeniach Prezydenta RP o nadaniu orderów i odznaczeń oraz zezwoleniach na przyjęcie i noszenie orderów,
- zarządzeniach Prezesa Rady Ministrów o nadaniu Krzyża Zasługi,
- zarządzeniach Ministra Spraw Wojskowych o nadaniu „Znaków naukowych”, „Znaków Pancernych”, „Polowych Odznak Pilota”, zezwoleniach na przyjęcie i noszenie odznaczeń, nadaniu tytułów naukowych, zmianach (sprostowaniach) nazwisk, imion i dat urodzenia oraz informacje o dacie i miejscu śmierci.

Informacje o nadaniu żołnierzom i urzędnikom wojska polskich orderów i odznaczeń były wtórnymi wobec publikacji w Monitorze Polskim. Ostatnie numery dziennika były drukowane przez Spółkę Akcyjną „Dom Prasy” z siedzibą w Warszawie przy ulicy Marszałkowskiej 3/5.
Od 15 października 1935 roku zaprzestano podawania publicznie informacji o:
- zarządzeniach Prezydenta RP dotyczących:
  - nadań stopni (awansów),
  - mianowań, w tym mianowań sędziów i prokuratorów,
  - przemianowań na oficerów zawodowych, oficerów rezerwy powołanych do służby czynnej,
  - zwolnień ze stanowisk, w tym zwolnień sędziów i prokuratorów,
  - wyznaczeń na stanowiska,
  - przeniesień do rezerwy,
  - przeniesień w stan spoczynku,
  - unieważnień,
- zarządzeniach Ministra Spraw Wojskowych dotyczących:
  - zwolnień ze stanowisk, wyznaczeń na stanowiska, zatwierdzeń na stanowiskach,
  - powierzeń pełnienia obowiązków,
  - przesunięć, przeniesień, przydziałów, przedłużeń przydziałów,
  - odwołań,
  - przeniesień do i z Korpusu Ochrony Pogranicza,
  - przeniesień w stan nieczynny, przedłużeń stanu nieczynnego, powołań za stanu nieczynnego,
  - zwolnień z czynnej służby,
  - przeniesień do rezerwy,
  - przeniesień w stan spoczynku,
  - powołań do służby w rezerwie,
  - zwolnień od powszechnego obowiązku wojskowego,
  - skreśleń z listy oficerów.

Z tym dniem „wszelkie inne zmiany personalne, które były dotychczas ogłaszane w Dz. Pers., będą regulowane odtąd tylko w drodze zarządzeń pisemnych z podpisem ministra spraw wojskowych (kierownika Ministerstwa Spraw Wojskowych) lub w jego imieniu szefa Biura Personalnego MSWojsk.” Jednocześnie Minister Spraw Wojskowych, gen. bryg. Tadeusz Kasprzycki zniósł wydawanie „Rocznika oficerskiego”, którego ostatnie wydanie ukazało się w 1932 roku.
Tak znaczne ograniczenie ilości podstawowych informacji o sprawach personalnych korpusu oficerów WP wynikało z zaostrzenia rygorów tajemnicy wojskowej będącego skutkiem zmieniającej się sytuacji w relacjach Polski z III Rzeszą i ZSRR.
Minister spraw wojskowych rozkazem B. Pers. 2034 tj. I–3, ogłoszonym 31 grudnia 1937 w Dodatku Tajnym Nr 12 do Dziennika Rozkazów, ustalił podział Dziennika Personalnego na:
1. Dziennik Personalny (jawny),
2. Tajny Dziennik Personalny,
3. Tajny Dziennik Personalny Rezerw

oraz ustalił zasady ogłaszania zmian personalnych.